# Celebration (Floride)
Pour les articles homonymes, voir Célébration (homonymie).
Celebration est une ville privée américaine, située dans le centre de l'État de Floride, à quelques kilomètres d'Orlando. Elle a la particularité d'avoir été créée, développée et d'être administrée par la Walt Disney Company. Depuis 2002 et surtout 2004, Disney se désengage en partie de Celebration et ne semble plus être lié à Celebration qu'historiquement.
Elle devait être en quelque sorte la réalisation du projet lancé par Walt Disney d'une ville idéale, nommée Epcot.

## La genèse du projet

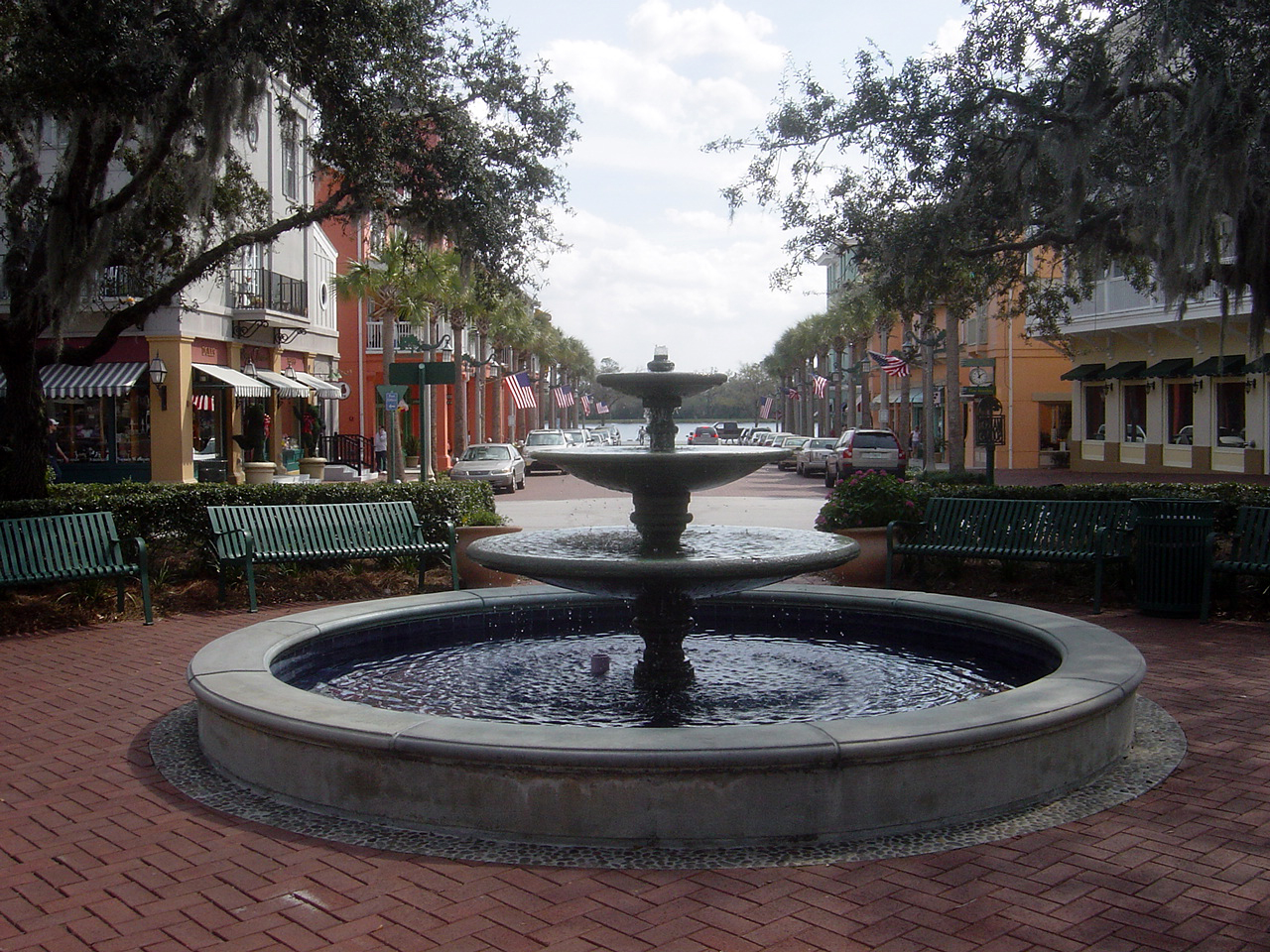
Le centre ville.

Celebration a été fondée en 1994 à proximité du parc d'attractions Walt Disney World Resort sur des terrains initialement prévus pour ne pas être développés. Les terrains furent détachés de la ville de Reedy Creek à laquelle ils étaient légalement annexés jusqu'alors.

### La communauté futuriste
L'idée de départ de Walt Disney, Epcot, était de construire une ville parfaite, sans criminalité et avec un cadre de vie agréable. La ville de Walt était une ville futuriste planifiée.

### Le village résidentiel
En juin 1973, la Walt Disney Company lance un nouveau projet autour de la ville Lake Buena Vista (ancienne Reedy Creek). Quatre communautés doivent voir le jour chacune sur un thème ludique : le golf, le tennis, le nautisme et l'ouest américain. Elles sont regroupées en villages.
Durant plusieurs années la Walt Disney World Company et les résidents rencontrèrent de nombreux points de discordes dont les taxes et le droit de vote au sein de la communauté. La société décide d'exproprier les résidents et les bâtiments sont intégrés en 1985 à un complexe hôtelier, le Walt Disney World Village Resort.

### Un retour à la ville traditionnelle
Pour la direction de Disney au début des années 1990, l'idée maîtresse était de revenir à la petite ville traditionnelle, à l'opposé des grands centres urbains du pays. Tout a été fait pour qu'une ambiance amicale règne entre tous les habitants. Tous les commerces ainsi que l'école et les différents loisirs sont accessibles à pied. Cette idée a été lancée par Michael Eisner qui voulait aussi l'émulation des résidents au travers du Disney Institute, en prenant exemple sur certaines communautés méthodistes.
L'urbanisme a lui aussi été particulièrement soigné. Un bureau d'architectes renommé de New York a eu la responsabilité d'établir le plan principal. Un concept de New Urbanism a été choisi avec pour point de départ un lac autour duquel sont placés parcs, commerces et zones résidentielles  (chaque maison ne devant pas être à plus d'un kilomètre et demi du centre).
Les habitations suivent toutes un modèle d'architecture prédéfini. Il y a en tout cinq styles architecturaux « acceptés », tous pré-approuvés par Disney et s'inspirant des maisons coloniales, méditerranéennes, françaises, de Nouvelle-Angleterre ou encore victoriennes. Ces modèles se déclinent en sept tailles différentes qui sont mélangées dans les quartiers de la ville, la cohésion architecturale de l'ensemble étant assurée par le style Disney.

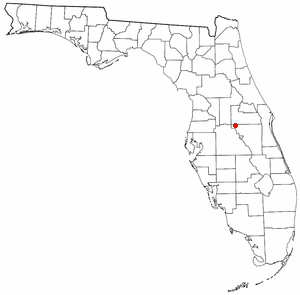
Situation géographique.
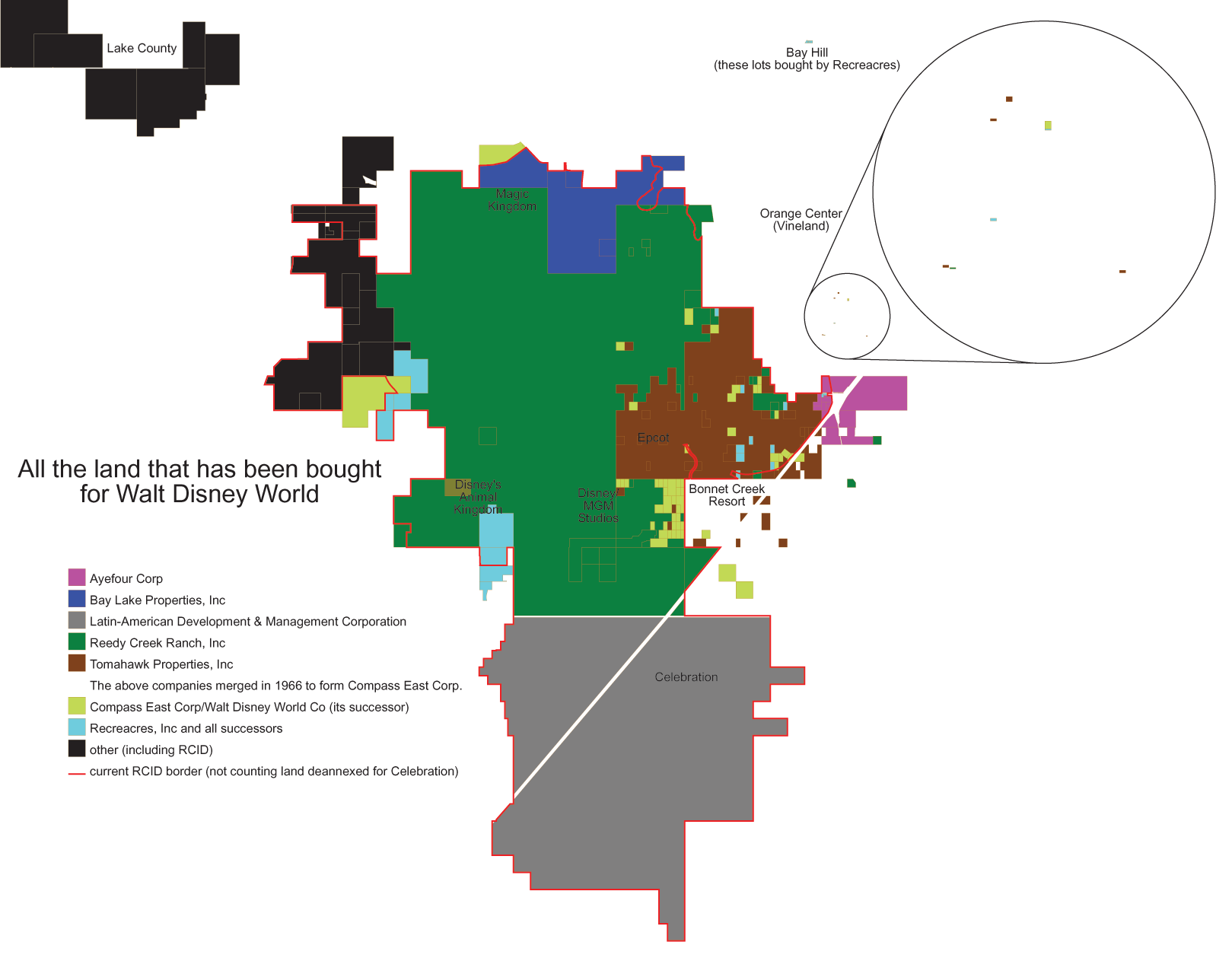
Carte des terrains achetés par Disney, Celebration est en gris.
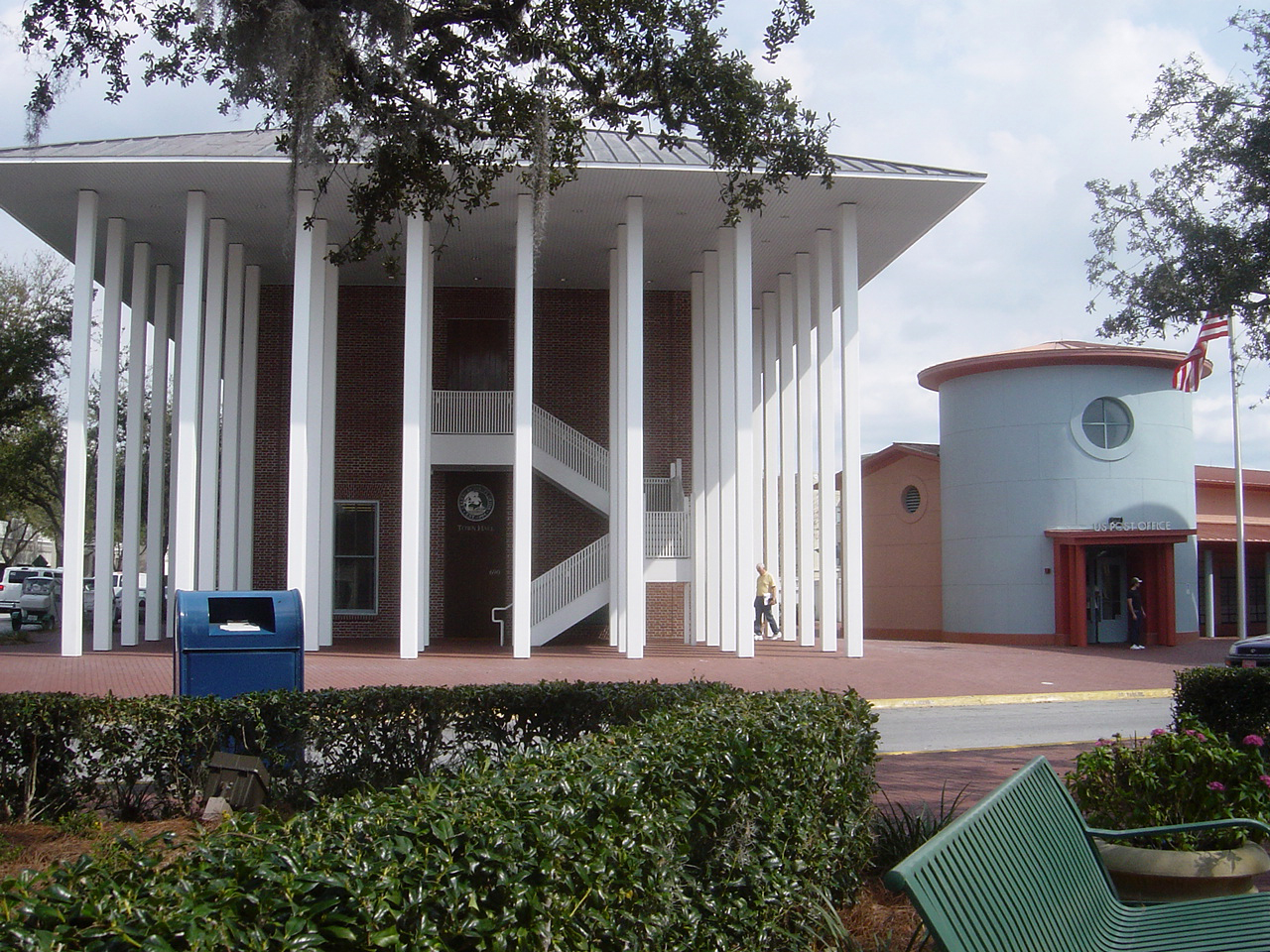
Exemple de bâtiment administratif (la poste).
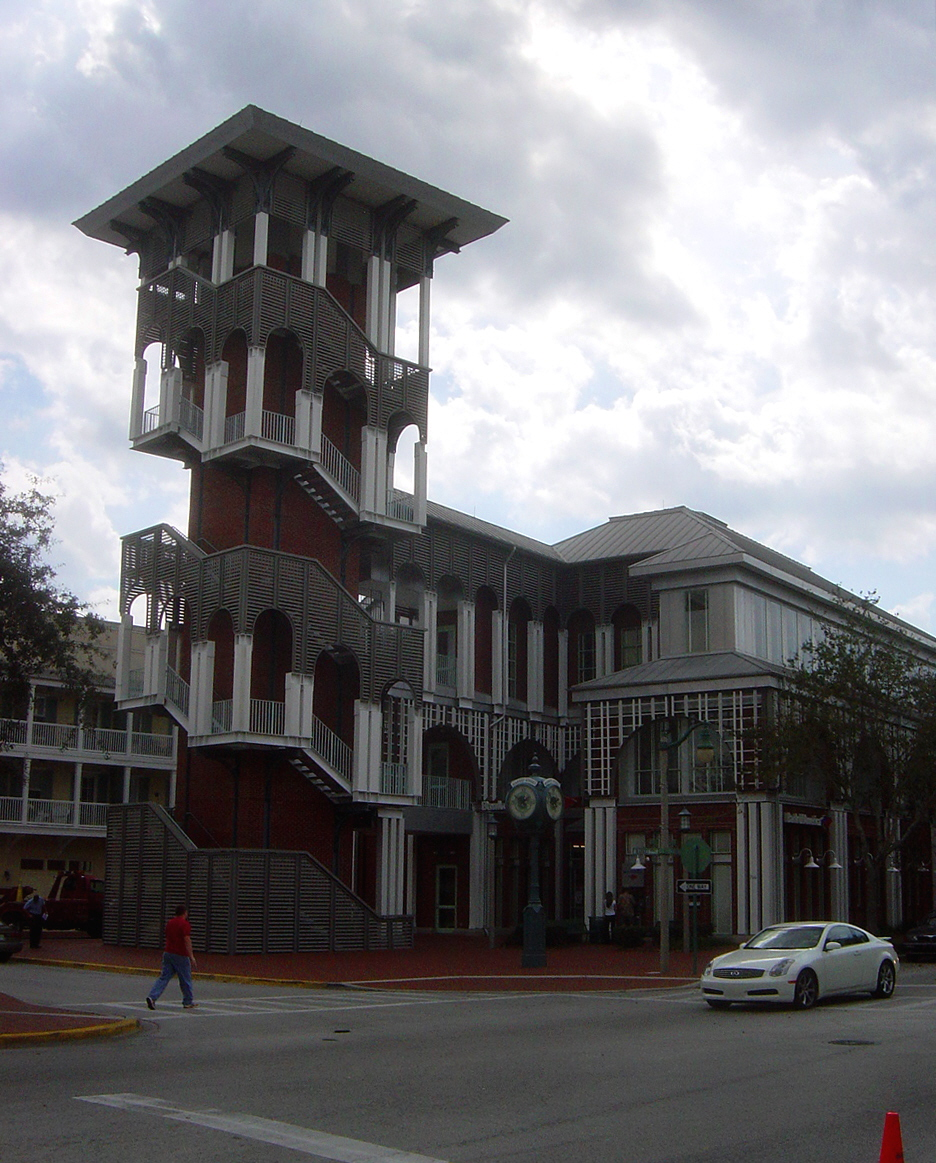
La banque (Bank of America).

## Démographie
| 2000  | 2010  | - | - | - | - |
| ----- | ----- | - | - | - | - |
| 2 736 | 7 427 | - | - | - | - |

## La vie selon Disney
La Walt Disney Company fait tout pour recréer l'esprit d'un village. Tout d'abord, la plupart des pavillons  ont un porche tourné vers la rue et sont tous proches les uns des autres pour encourager l'émulation et le sens de la communauté.

La ville est régie par des règles très strictes. Le comportement à avoir envers ses voisins est réglementé, le gazon doit être tondu régulièrement, il est interdit de se garer devant sa maison plus de quelques heures. Disney a un droit de regard sur la vente des maisons. Les nains de jardin sont interdits et si un résident veut repeindre sa maison il doit en aviser la Company qui choisira alors la couleur.
Même si officiellement Celebration devait être ouverte à toutes les classes sociales et à toutes les communautés, le taux de pauvreté est seulement de 6 % et très peu de minorités dans cette ville.
Il y a 94 % de blancs pour seulement 3 % d'asiatiques et 2 % de noirs. Quant aux pauvres ou aux classes moyennes, ils ne peuvent pas s'installer à Celebration puisque les prix vont de 150 000 $ pour les appartements à plus de 800 000 $ pour les plus grosses maisons (les modèles intermédiaires étant autour de 400 000 $).
Du fait de son urbanisme néo-traditionnel, Celebration provoque des réactions très tranchées, soit un amour inconditionnel, soit un rejet. Des visiteurs comparent souvent la ville à celle du Truman Show, faussement traditionnelle.

D'autre part, les magasins du centre ville étaient au départ tous réservés par Disney, ce qui faisait que les résidents pouvaient trouver toute sorte d'objets collectors de Disney mais il n'y avait en revanche ni de station essence ni de locations de vidéos. Il fallut que les habitants protestent pour que Disney décide de louer ces magasins à des tiers.
Un point vient contrebalancer les quelques inconvénients : Celebration est directement connectée au parc Walt Disney World Resort, ce qui autorise les résidents (et leurs invités de passage) à se rendre dans n'importe quel endroit du parc sans avoir besoin de passe ou d'autorisation.

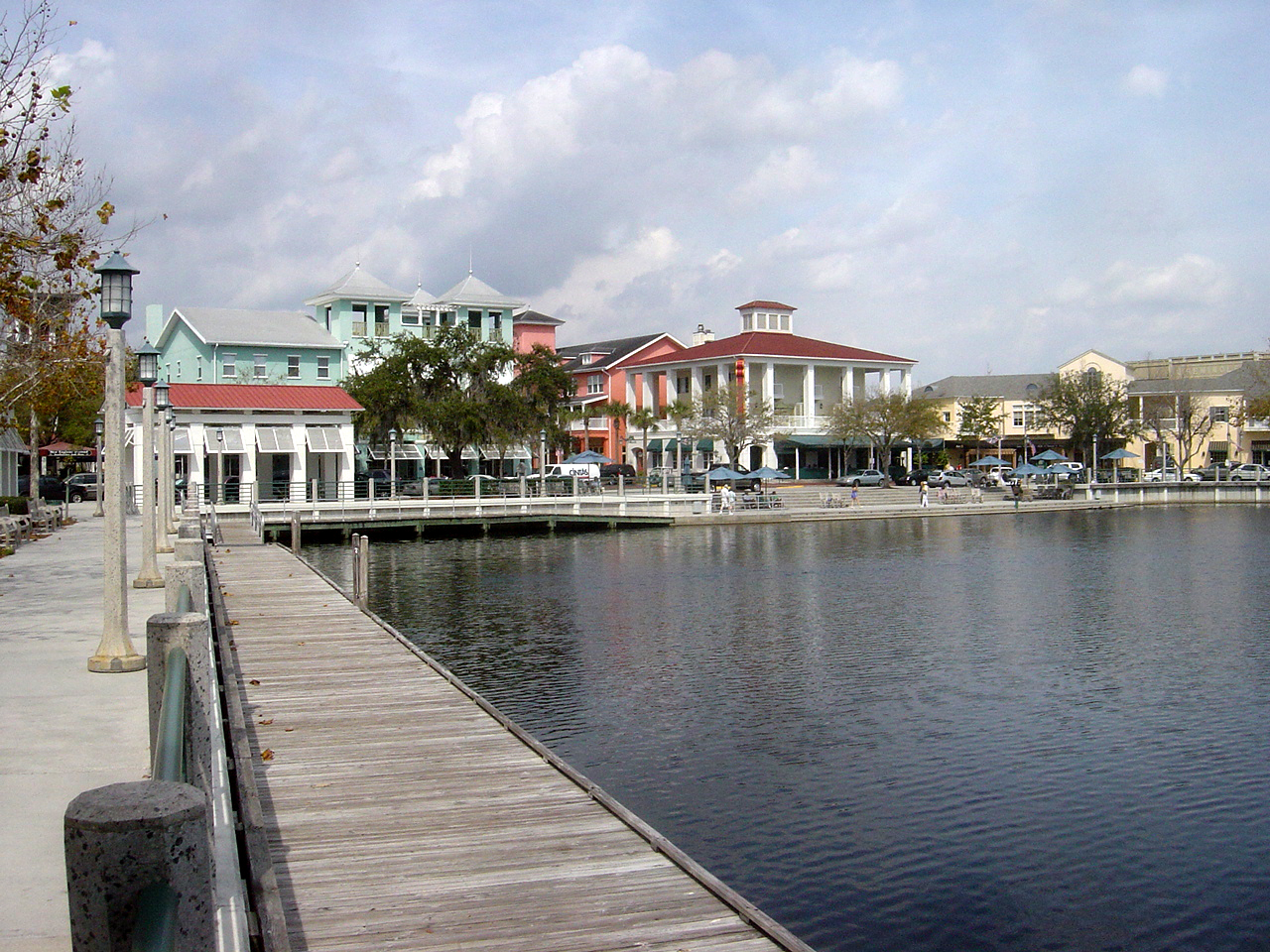
Le centre-ville autour du plan d'eau.
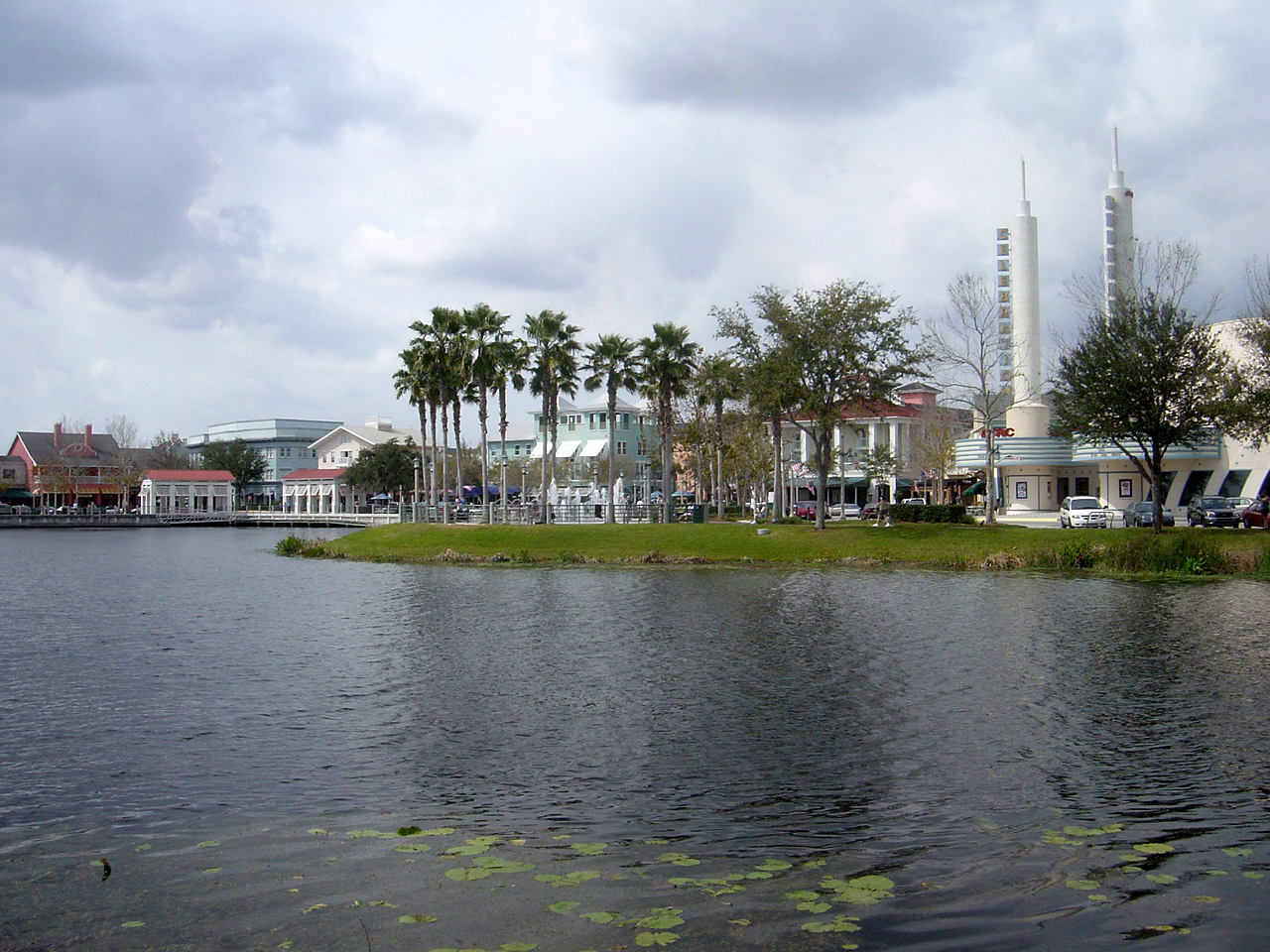
Le cinéma (à droite) de style art déco.
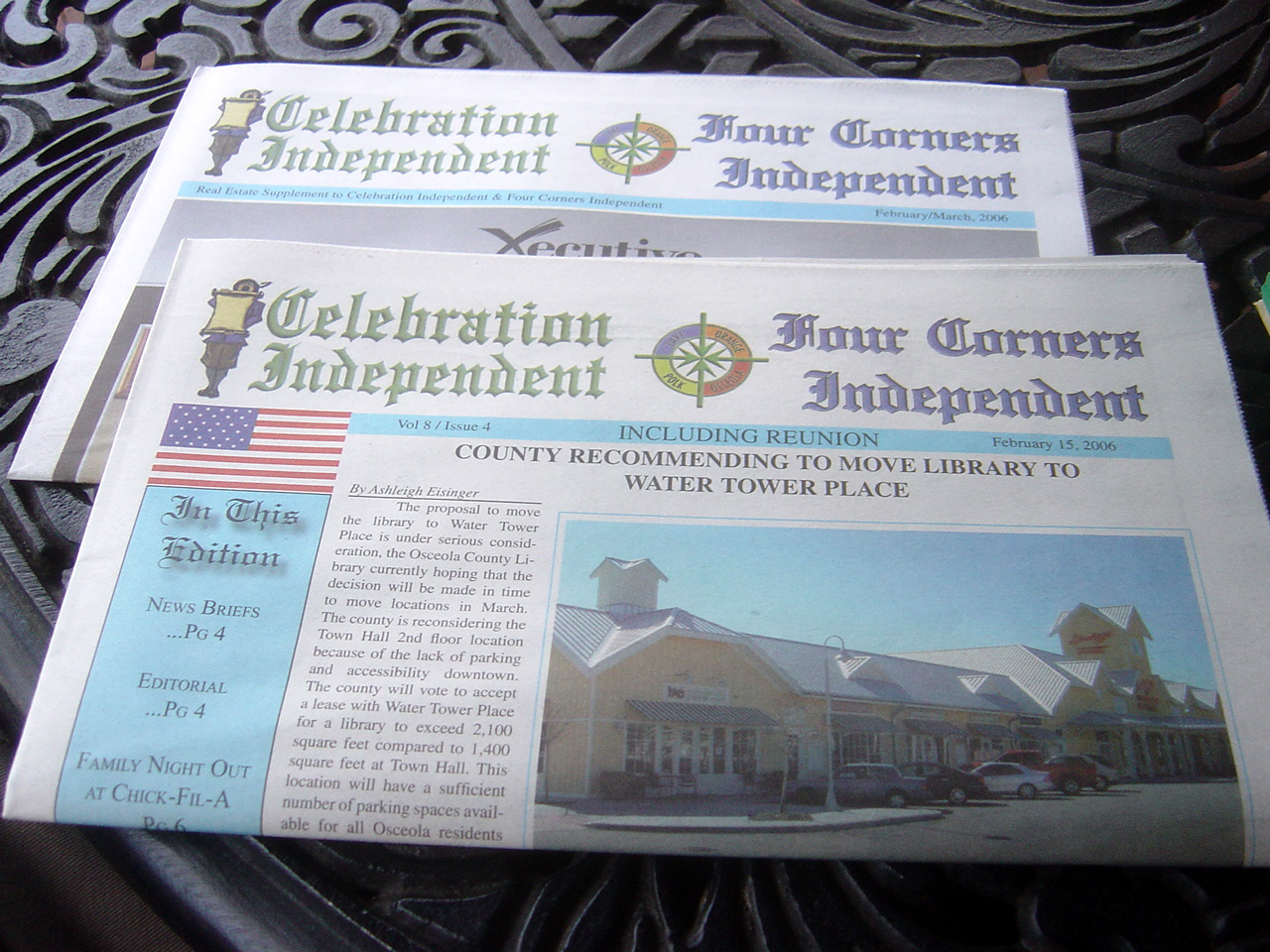
Le "Celebration Independent".
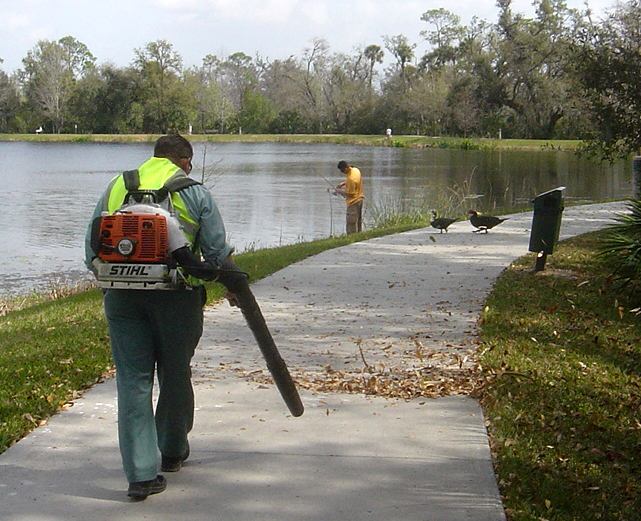
Scène typique, entretien des jardins publics.

## Le désengagement de Disney
Le 30 avril 2002 Disney a revendu pour 22 millions de dollars les 2 086 acres (844 hectares) achetés en 1992 (14 millions de dollars) à quelques kilomètres de Celebration à Karl Corp. une société de développement de West Palm Beach.
Fin septembre 2003, Disney a revendu les 159 acres (64 hectares) du terrain de golf à C.S. Golf Partners.
C'est en janvier 2004 que Disney vend la gestion du centre-ville de Celebration à un fonds d'investissements de West Palm Beach, baptisé Lexin Capital. Seize boutiques changent de main, représentant une superficie de ventes de 9 400 m2.
Le 21 juin 2010, le nouveau siège social de Disney Vacation Club est récompensé par les professionnels de l'immobilier. La société a déménagé en mars 2009 du 200 Celebration Place où elle occupait 30 000 pieds carrés (2 787 m2) pour un édifice neuf de style « paquebot », de 100 925 pieds carrés (9 376 m2), ayant coûté 16,7 millions de dollars et situé au 1390 Celebration Blvd.
Le 20 septembre 2012, la société immobilière Inland Private Capital annonce avoir vendu un bâtiment de Celebration occupé par la Walt Disney World Company pour 31,1 millions de dollars. Disney conserve encore deux édifices sur la place, le siège de Disney Vacation Club et celui de Disney Cruise Line.
Le 12 mai 2014, Disney achète pour 25,7 millions de dollars 39 % de la société immobilière propriétaire du 200 Celebration Place, un bâtiment de 9 étages et 178 000 pieds carrés (16 537 m2) en partie occupé par la Walt Disney World Company.
Le 15 avril 2016, un permis de construire a été déposé pour un complexe commercial de 103 000 pieds carrés (9 569 m2) au sein de Celebration sur un terrain détenu par The Celebration Company, une filiale de Disney.
Le 30 octobre 2017, une entreprise new-yorkaise achète le centre commercial Shoppes at Celebration Place de Celebration pour 29,5 millions d'USD,.

## Évolution

### En chiffres
- En 1995 les 351 premières maisons furent vendues.
- En 2000, Celebration comptait  2 736 habitants dans 952 foyers soit 716 familles. 45,1 % des foyers avaient des enfants. 31 % de la population avait moins de 18 ans, 5 % entre 18 et 24 ans, 31 % entre 25 et 44 ans, 26,4 % entre 45 et 64 ans et 6,9 % avaient de 65 ans à plus. Le salaire moyen d'un foyer était de 75 000 $ par an.
- En 2004, Celebration comptait 9 500 résidents dans 3 745 foyers.

### Un modèle?
Disney a globalement rempli les objectifs d'affluence qu'il s'était donné. La première année, l'attribution des maisons fut d'ailleurs soumise à une loterie, tellement les listes d'attente étaient importantes.

Il est possible que Celebration soit un nouveau modèle de ville privée (comme il en existe déjà aux États-Unis).
À noter que Disney, en partenariat avec l'État français, développe depuis 1987 une ville à côté de Disneyland Paris. Cette ville, dénommée Val d'Europe, aura à terme 1 000 hectares des 1 943 de son territoire développés par Disney et devrait compter 40 000 habitants. De 1989 à 2003, Disney aurait dépensé plus de 5 milliards d'euros dans ce projet (contre 500 millions pour l'État).

On reconnaît facilement dans cette ville nouvelle le style architectural néo-traditionnel de Disney avec des bâtiments faussement haussmanniens côtoyant des façades londoniennes ou italiennes, dans le pur style New Urbanism déjà testé.

## Liens

### Celebration
- Celebration, Florida site officiel
- Actualités à Celebration

### Val d'Europe
- site officiel du Val d'Europe
- http://www.valdeurope.fr